# DeepSeek
DeepSeek (Chinees: 深度求索; pinyin: Shēndù Qiúsuǒ) is een Chinees bedrijf gespecialiseerd in de ontwikkeling van grote taalmodellen gebaseerd op kunstmatige intelligentie. De modellen zijn beschikbaar onder een opensource-licentie. Het bedrijf wordt uitsluitend gefinancierd door het Chinese hedgefonds High-Flyer. Zowel DeepSeek als High-Flyer zijn gevestigd in Hangzhou, Zhejiang, China. 
Het bedrijf kreeg in januari 2025 internationale aandacht met de release van zijn nieuwste model, DeepSeek R1, een concurrent voor gevestigde AI-systemen zoals OpenAI's ChatGPT. Bij veel bedrijven die elektronische onderdelen leveren voor AI-systemen ging de beurskoers flink onderuit, zoals NVIDIA dat 600 miljard dollar aan beurswaarde verloor.

## Geschiedenis
In februari 2016 werd High-Flyer opgericht door drie ingenieurs van de universiteit van Zhejiang. Zij kregen inzicht in aandelenhandel tijdens de kredietcrisis rond 2007-2008. High-Flyer vestigde zich in 2019 als hedgefonds in de financiële sector van China, waar het machine learning gebruikt voor het ontwikkelen van AI-modellen voor flitshandelen. In 2021 maakte het bedrijf nog uitsluitend gebruik van AI bij het handelen.
In april 2023 kondigde een van de drie oprichters, Liang Wenfeng, de oprichting aan van een lab voor het ontwikkelen van kunstmatige algemene intelligentie. Het lab werd in mei 2023 omgedoopt tot het bedrijf DeepSeek, met High-Flyer als investeerder. De ontwikkelingen van het lab staan los van de financiële interesses van High-Flyer; DeepSeek heeft geen winstoogmerk en is enkel gefocust op AI-onderzoek. De software van de chatbot van het bedrijf is uitgebracht als open source.
Op 20 januari 2025 lanceerde het bedrijf DeepSeek R1. Het bedrijf beweerde dat het trainen van het model veel minder computerkracht heeft gekost dan vergelijkbare modellen van westerse concurrentie. De prestaties van het model zijn vergelijkbaar met die van GPT-4o en OpenAI o1. Het model is getraind met opmerkelijk minder kosten, naar verluidt slechts 6 miljoen dollar, in tegenstelling tot GPT-4 van OpenAI dat 100 miljoen dollar gekost heeft in 2023.
Op 11 januari 2025 bracht het bedrijf een app uit waarin gebruikers gratis en zonder reclame uitgebrachte DeepSeek-modellen kunnen gebruiken. Op 27 januari dat jaar werd het de meest populaire app in de App Store van de Verenigde Staten.
Op 24 maart 2025 lanceerde Deepseek een nieuw model Deepseek-V3-0324 onder een MIT-licentie.

## Missie
DeepSeek heeft als strategisch doel zich te positioneren als concurrent van westerse AI-modellen, zoals ChatGPT en Google Gemini, en tegelijkertijd de technologische soevereiniteit van China te versterken. Het bedrijf was tijdens de oprichtingsperiode in staat financiële steun aan te trekken van de Chinese industrie, waaronder steun van door de Chinese overheid gefinancierde innovatieprogramma's.

## Censuur
Er is geconstateerd dat de officiële API-versie van DeepSeek R1 ingebouwde censuurmechanismen gebruikt voor gevoelige onderwerpen, met name onderwerpen die als politiek gevoelig worden beschouwd door de Communistische Partij van China, zoals het Tiananmenprotest of de geopolitieke kwesties rond de soevereiniteit van Taiwan.
Wanneer er aan DeepSeek vragen worden gesteld over het Tiananmenprotest geeft DeepSeek V3 gedetailleerde antwoorden waarin termen als "bloedbad" en "censuur" niet worden vermeden. DeepSeek R1 geeft aan niet in staat te zijn om het onderwerp te benaderen en suggereert vervolgens om over andere onderwerpen te discussiëren. Wanneer dezelfde vraag wordt gecombineerd met zoekresultaten geeft R1 aanvankelijk een samenvatting van de gebeurtenissen maar wordt het antwoord direct vervangen door een melding dat het onderwerp buiten de mogelijkheden van het model valt, opnieuw gevolgd door een voorstel om van onderwerp te veranderen.

## Privacy
De Autoriteit Persoonsgegevens heeft ernstige zorgen over het privacybeleid van DeepSeek. Ook mogen Nederlandse ambtenaren voor hun werk geen gebruik meer maken van deze "spionagegevoelige app", aldus staatssecretaris Szabó.